# Gens Centenia
La gens Centenia fu una gens dell'Antica Roma all'epoca della Seconda guerra punica.
È conosciuta principalmente grazie a due individui, Gaio Centenio, propretore nel 217 a.C., la cui forza di cavalleria fu sconfitta da Maarbale, e Marco Centenio Penula, un veterano centurione distintosi per il suo coraggio, a cui furono concesse truppe per affrontare Annibale in Lucania, e che venne ugualmente sconfitto nel 212.